# Navarre Beach
Navarre Beach ist  ein census-designated place (CDP) im Santa Rosa County im US-Bundesstaat Florida. Das U.S. Census Bureau hat bei der Volkszählung 2020 eine Einwohnerzahl von 1.123 ermittelt. 

## Geographie
Navarre Beach befindet sich auf der Barriereinsel Santa Rosa Island zwischen dem Santa Rosa Sound (einem Teil des Gulf Intracoastal Waterway) und dem Golf von Mexiko. Der CDP liegt rund 40 Kilometer südlich von Milton sowie etwa 40 Kilometer östlich von Pensacola und wird von der Florida State Road 399 durchquert.

## Demographische Daten
Laut der Volkszählung 2010 verteilten sich die damaligen 638 Einwohner auf 1806 Haushalte, davon sind die meisten als Zweitwohnsitz genutzte Ferienwohnungen. 93,9 % der Bevölkerung bezeichneten sich als Weiße, 0,6 % als Afroamerikaner, 0,5 % als Indianer und 1,6 % als Asian Americans. 0,9 % gaben die Angehörigkeit zu einer anderen Ethnie und 2,5 % zu mehreren Ethnien an. 4,7 % der Bevölkerung bestand aus Hispanics oder Latinos.
Im Jahr 2010 lebten in 11,8 % aller Haushalte Kinder unter 18 Jahren sowie 26,9 % aller Haushalte Personen mit mindestens 65 Jahren. 53,8 % der Haushalte waren Familienhaushalte (bestehend aus verheirateten Paaren mit oder ohne Nachkommen bzw. einem Elternteil mit Nachkomme). Die durchschnittliche Größe eines Haushalts lag bei 1,84 Personen und die durchschnittliche Familiengröße bei 2,30 Personen.
10,8 % der Bevölkerung waren jünger als 20 Jahre, 19,7 % waren 20 bis 39 Jahre alt, 37,3 % waren 40 bis 59 Jahre alt und 32,2 % waren mindestens 60 Jahre alt. Das mittlere Alter betrug 51 Jahre. 50,3 % der Bevölkerung waren männlich und 49,7 % weiblich.
Das durchschnittliche Jahreseinkommen lag bei 113.889 $, dabei lebte niemand unter der Armutsgrenze.